# MetOp
MetOp (Meteorological Operational Satellite) ist eine Serie von drei europäischen Wettersatelliten mit erdnaher polarer Umlaufbahn. MetOp wurde vom europäischen Wettersatelliten-Betreiber EUMETSAT und der europäischen Weltraumagentur ESA in Zusammenarbeit mit dem Unternehmen Astrium, der französischen Weltraumagentur CNES und der US-Wetterbehörde NOAA für das EUMETSAT Polar System (EPS) entwickelt. Das EPS dient der operationellen Meteorologie und der Klimabeobachtung. Die Satellitenkonstruktion basiert auf einer Version der von Astrium gebauten Polaren Plattform des Envisat Satelliten.
Durch höhere Auflösung der Bilder, bessere Beobachtung der Polar- und Nordatlantikregion und durch Messung der Temperatur- und Feuchtigkeitsverteilung in bislang unerreichter Genauigkeit trägt MetOp dazu bei, das zuverlässige Vorhersageintervall von drei auf fünf Tage zu verlängern.

## Entstehung des Programms
Ein polarumlaufender Wettersatellit für Europa war erstmals Ende der 60er Jahre im Gespräch. Da zu dieser Zeit die USA aber die Daten ihrer zivilen Wettersatelliten zur Verfügung stellten, bestand kaum die Notwendigkeit zur Entwicklung eines eigenen polarumlaufenden Satelliten. Anfang der 80er Jahre jedoch suchte die National Oceanic and Atmospheric Administration (NOAA) nach einem Partner für die Fortführung des Dienstes. 1998 schließlich gaben die Ratsgremien von EUMETSAT und ESA erstmals ihre Zustimmung zu Konstruktion, Entwicklung, Start und Betrieb des Europäischen Polarsystems (EPS). EUMETSAT und NOAA unterzeichneten eine Vereinbarung über ein gemeinsames Initial Joint Polar System (IJPS), bestehend aus zwei polarumlaufenden Satelliten und den zugehörigen Bodenstationen. In einer weiteren Vereinbarung einigte man sich auf den Betrieb bis mindestens 2019.

## Umlaufbahn
Die erdnahe polare Umlaufbahn der MetOp-Satelliten macht sie zu einer idealen Ergänzung der geostationären Wettersatelliten der Meteosat-Reihe. Durch die geringe Höhe von nur ca. 820 km ist die Auflösung der abbildenden Sensoren wesentlich besser als bei geostationären Satelliten, die in einer Höhe von knapp 35.800 km arbeiten. Allerdings verkleinert sich im gleichen Maßstab das Blickfeld der Instrumente. Satelliten mit polarer Umlaufbahn können innerhalb eines Tages nahezu die gesamte Erdoberfläche abtasten, ein bestimmtes Gebiet kann MetOp aber nur einmal pro Umlauf für ca. 15 Minuten beobachten, während geostationäre Satelliten kontinuierlich ein einziges Gebiet abdecken.
Ein weiterer Vorteil der Satelliten auf polaren Umlaufbahnen ist die bessere Abdeckung der Polarregionen. Die Meteosat-Satelliten beobachten ausschließlich den Teil der Erdkugel, der von ihrer scheinbar festen Position über dem Äquator sichtbar ist. Weit vom Äquator liegende Gebiete werden unter einem flachen Winkel gemessen, worunter die räumliche Auflösung leidet.

## MetOp-A
Der erste Satellit MetOp-A mit einer Startmasse von 4.093 kg startete – nach mehreren Startabbrüchen – am 19. Oktober 2006 um 16:28 Uhr UTC in Baikonur. Als Trägerrakete diente die modifizierte Sojus-2-1a/Fregat, die vorher nur einen suborbitalen Teststart zu verzeichnen hatte. Weil MetOp ein wesentlich größeres Volumen besitzt als die zuvor mit der Sojus-Fregat gestarteten Nutzlasten, verwendete die Sojus-2-1a/Fregat zum ersten Mal eine voluminöse ST-Nutzlastverkleidung (weitgehend identisch in Größe und Form mit der Nutzlastverkleidung der Ariane 4).
69 Minuten nach dem erfolgreich verlaufenen Start wurde MetOp-A von der Fregat-Oberstufe ausgesetzt und hat Anfang 2007 den Betrieb aufgenommen. Er umkreist die Erde auf einer polaren (genauer gesagt sonnensynchronen) Umlaufbahn in ca. 820 km Höhe mit einer Bahnneigung von 98,72°.
Der Satellit besteht aus zwei Modulen: Das Servicemodul (service module) ist für die Energieversorgung, die Lageregelung und die Steuerung (S-Band Übertragung der Telemetrie und Telekommandos) zuständig und wurde von der EADS in Frankreich auf Basis der SPOT-Erdbeobachtungssatelliten entwickelt.
Das Nutzlastmodul (payload module) enthält die Instrumente und die Datenübertragung der Nutzlastdaten zum Boden (im Wesentlichen X-Band) und wurde von der EADS in Deutschland (Friedrichshafen) entwickelt.

### Instrumente
Der Satellit beobachtet mit seinen 13 Instrumenten das Wettergeschehen. Einige von ihnen sind baugleich mit Instrumenten des amerikanischen NOAA-18-Wettersatelliten, der eine ähnliche Funktion erfüllt. Zusätzlich liefert MetOp Umweltdaten an die beteiligten Umweltinformationssysteme. Dazu vermisst er hochgenau die Temperatur- und Feuchtigkeitsverteilung, ebenso Spurengase in der Atmosphäre wie Ozon, CO und CO2, Stickoxide, Schwefeldioxid und Methan.
Auf MetOp-A fliegen eine Reihe von Instrumenten, die operationelle Messungen der Atmosphäre sowie Land- und Meeresoberflächen vornehmen.
- IASI (Infrared Atmospheric Sounding Interferometer): Messung von Temperatur der Luft und der Oberfläche der Ozeane, sowie Messung der Luftfeuchtigkeit, Gehalt an Spurengasen
- MHS (Microwave Humidity Sounder): Messung der Luftfeuchtigkeit der Atmosphäre
- GRAS (Global Navigation Satellite System Receiver for Atmospheric Sounding): Messung der Temperatur in der oberen Troposphäre und der Stratosphäre mit hoher vertikaler Auflösung
- ASCAT (Advanced Scatterometer): Messung der Windgeschwindigkeit und Windrichtung über der Meeresoberfläche und von Bodenfeuchte über Land.
- GOME-2 (Global Ozone Monitoring Experiment-2): Erstellung von Ozonprofilen der Atmosphäre
- AMSU-A1/AMSU-A2 (Advanced Microwave Sounding Units): Messung des Meereises, der Temperatur und der Luftfeuchtigkeit unter allen Wetterbedingungen
- HIRS/4 (High-resolution Infrared Radiation Sounder): Messung der Lufttemperatur und Luftfeuchtigkeit
- AVHRR/3 (Advanced Very High Resolution Radiometer): Bilderstellung im sichtbaren und nahem infraroten Bereich von Wolken und Oberflächen
- A-DCS (Advanced Data Collection System): Sammlung von Daten anderer boden- oder seegestützter Beobachtungsstationen
- SEM-2 (Space Environment Monitor): Teilchendetektor bestehend aus Total Energy Detector (TED) für niederenergetische Teilchen und dem Medium Energy Proton and Electron Detector (MEPED) für Teilchen mittlerer Energie
- SARP-3 (Search And Rescue Processor)
- SARR (Search And Rescue Repeater): Empfang und Weitergabe von Notsignalen

## MetOp-B und MetOp-C
Der Start des Nachfolgesatellit MetOp-B verzögerte sich aufgrund des Absturzes einer Sojus-Rakete im August 2011. Nach weiteren Verschiebungen wurde MetOp-B am 17. September 2012 ins All gebracht. Der dritte Satellit MetOp-C startete am 7. November 2018.

## Kosten
Die Kosten sollten voraussichtlich 2,5 Mrd. € betragen. Davon gingen 0,5 Mrd. € an die ESA für Entwicklung, Konstruktion und Transport der Satelliten und ca. 2 Mrd. € an EUMETSAT für deren laufenden Betrieb und Empfang und Auswertung der Daten.

## MetOp Second Generation
Die zweite Generation der MetOp-Satelliten MetOp-SG soll aus sechs Exemplaren bestehen, deren Start zwischen August 2025 (MetOp A1) und dem 1. Quartal 2040 (MetOp B3) geplant ist.